# Décarboxylation
La décarboxylation est une réaction chimique au cours de laquelle une molécule de dioxyde de carbone (CO2) est éliminée (généralement par chauffage) d'une molécule organique portant un groupe carboxyle, selon le schéma général suivant :
{\displaystyle {\rm {R-\color {Red}{COOH}\color {black}\xrightarrow {\text{décarboxylase}} R-H+CO_{2}}}}.

## Description
L'intérêt synthétique de cette réaction est de supprimer un groupe qui peut avoir servi d'intermédiaire de synthèse afin de se ramener à un alcane. Cette réaction est plus ou moins facile en fonction du groupe R.
Pour un acide simple (comme l'acide éthanoïque), la température de décarboxylation est supérieure à 500 °C. Ceci n'est donc pas utilisable lors de l'élaboration de produits naturels, car à cette température, les autres fonctionnalités sur le produit risquent d'être détruites (il est néanmoins possible de réaliser cette réaction à l'aide d'un catalyseur, comme le dioxyde de thorium, la température de décarboxylation se ramenant alors à 200 °C). En revanche, certains groupes R électro-attracteurs qui stabilisent une charge négative en alpha favorisent cette réaction. Par exemple, les acides maloniques peuvent subir cette réaction à des températures de l'ordre de 180 °C.

## Décarboxylation d'un acide aminé
Un acide aminé possède un groupe carboxyle (en rouge sur l'image) pouvant être décarboxylé. Il existe une enzyme décarboxylase par acide aminé. Par exemple, l'histidine (C6H9O2N3) donne l'histamine (C5H9N3). Chez les bactéries, la décarboxylation participe à la putréfaction ; la lysine (C6H14N2O2) donne la cadavérine (C5H14N2), l'ornithine (C5H12N2O2) donne la putrescine (C4H12N2).
{\displaystyle {\rm {{\begin{array}{rl}{\rm {R-}}&{\rm {CH-\color {Red}{\rm {COOH}}}}\\&|\\&{\rm {NH_{2}}}\end{array}}\xrightarrow {\text{décarboxylase}} {\begin{array}{lr}{\rm {R-CH_{2}-NH_{2}}}\\{\rm {amine}}\\\end{array}}+CO_{2}}}}

## Décarboxylation d'un acide β-cétonique
Les décarboxylations des cétoacides s'effectuent sur leur carbone β, car il peut alors survenir un mécanisme de transfert circulaire grâce à la liaison hydrogène. Les molécules subissant cette élimination sont de la forme R-CO-CH2-COOH ou HOOC-CH2-COOH (type acide malonique).
La liaison hydrogène est signalée en vert, les déplacements de doublets sont indiqués par les flèches rouges.